# Friuli Grave Sauvignon
Il Friuli Grave Sauvignon è un vino DOC la cui produzione è consentita nelle province di Pordenone e Udine.

## Caratteristiche organolettiche
- colore: paglierino più o meno intenso.
- odore: caratteristico.
- sapore: fresco, armonico, asciutto.

## Produzione
Provincia, stagione, volume in ettolitri
- Pordenone  (1990/91)  6612,35
- Pordenone  (1991/92)  6715,72
- Pordenone  (1992/93)  11981,3
- Pordenone  (1993/94)  14640,53
- Pordenone  (1994/95)  15196,35
- Pordenone  (1995/96)  14580,2
- Pordenone  (1996/97)  18678,59
- Udine  (1990/91)  3910,3
- Udine  (1991/92)  4151,61
- Udine  (1992/93)  5333,26
- Udine  (1993/94)  5974,5
- Udine  (1994/95)  6979,97
- Udine  (1995/96)  6003,14
- Udine  (1996/97)  7553,8